# Campions de dobles mixts de l'Open dels Estats Units
L'Obert dels Estats Units o US Open és un torneig Grand Slam de tennis creat l'any 1881. Actualment se celebra durant dues setmanes entre agost i setembre sobre superfície dura al complex USTA Billie Jean King National Tennis Center de Flushing Meadows, Nova York, Estats Units. Des de 1987 és el darrer Grand Slam del calendari.
Des de la seva creació ha canviat en diverses ocasions de seu: Newport (1881−1914), Forest Hills (1915−1920, 1924−1977) i Filadèlfia (1921−1923), fins que des del 1978 es disputa a l'emplaçament actual de Nova York. La primera edició estigué reservada a membres del club United States National Lawn Tennis Association (USNLTA) però en la següent ja es va obrir a tennistes internacionals. Actualment és l'únic Grand Slam en què es disputa un tie-break en el cinquè set, tot i que fins al moment no s'ha produït mai en una final. El tipus de superfície s'ha canviat en dues ocasions, inicialment es disputava sobre gespa (1881-1974), durant tres anys es va disputar sobre terra batuda Har-Tru (1975-1977) i el 1978 es va canviar a la superfície dura actual de DecoTurf.
La competició de dobles mixtos se celebra des de l'any 1887, sis anys després de la seva creació.

## Palmarès

### U.S. National Championships
| Any  | Campions                                     | Finalistes                             | Resultat            |
| ---- | -------------------------------------------- | -------------------------------------- | ------------------- |
| 1887 | L. Stokes Joseph Clark                       | Laura Knight E.D. Faries               | 7−5, 6−4            |
| 1888 | Marian Wright Joseph Clark                   | Adeline Robinson P. Johnson            | 1−6, 6−5, 6−4, 6−3  |
| 1889 | Grace Roosevelt A. E. Wright                 | Bertha Townsend C.T. Lee               | 6−1, 6−3, 3−6, 6−3  |
| 1890 | Mabel Cahill Rodmond Beach                   | Bertha Townsend C.T. Lee               | 6−2, 3−6, 6−2       |
| 1891 | Mabel Cahill M.R. Wright                     | Grace Roosevelt C.T. Lee               | 6−4, 6−0, 7−5       |
| 1892 | Mabel Cahill Clarence Hobart                 | Elisabeth Moore Rodmond Beach          | 6−1, 6−3            |
| 1893 | Ellen Roosevelt Clarence Hobart              | Ethel Bankston Robert Willson          | 6−4, 4−6, 10−6      |
| 1894 | Juliette Atkinson Edwin Fisher               | A. McFadden Gustav Remark              | 6−3, 6−2, 6−1       |
| 1895 | Juliette Atkinson Edwin Fisher               | Amy Williams Mantle Fieldings          | 4−6, 8−6, 6−2       |
| 1896 | Juliette Atkinson Edwin Fisher (3)           | Amy Williams Mantle Fieldings          | 6−2, 6−3, 6−3       |
| 1897 | Laura Henson D.L. Magruder                   | Maud Banks A. Griffin                  | 6−4, 6−3, 7−5       |
| 1898 | Carrie Neely Edwin Fisher                    | Helen Chapman J. Hill                  | 6−2, 6−4, 8−6       |
| 1899 | Elizabeth Rastall Albert Hoskins             | Jane Craven James Gardner              | 6−4, 6−0 i retirada |
| 1900 | Margaret Hunnewell Alfred Codman             | T. Shaw George Atkinson                | 11−9, 6−3, 6−1      |
| 1901 | Marion Jones Ray Little                      | Myrtle McAteer Clyde Stevens           | 6−4, 6−4, 7−5       |
| 1902 | Elisabeth Moore Wylie Grant                  | Elizabeth Rastall Albert Hoskins       | 6−2, 6−1            |
| 1903 | Helen Chapman Harry Allen                    | Carrie Neeley W.H. Rowland             | 6−4, 7−5            |
| 1904 | Elisabeth Moore Wylie Grant (2)              | May Sutton F.B. Dallas                 | 6−2, 6−1            |
| 1905 | Augusta Schultz Hobart Clarence Hobart       | Elisabet Moore Edward Dewhurst         | 6−2, 6−4            |
| 1906 | Sarah Coffin Edward Dewhurst                 | Margaret Johnson John Bertrand Johnson | 6−3, 7−5            |
| 1907 | May Sayers Wallace Johnson                   | Natalie Widley Morris Tilden           | 6−1, 7−5            |
| 1908 | Edith Rotch Nathaniel Niles                  | Louise Hammond Ray Little              | 6−4, 4−6, 6−4       |
| 1909 | Hazel Hotchkiss Wightman Wallace Johnson     | Louise Hammond Ray Little              | 6−2, 6−0            |
| 1910 | Hazel Hotchkiss Wightman Joseph Carpenter    | Edna Widley Morris Tilden              | 6−2, 6−2            |
| 1911 | Hazel Hotchkiss Wightman Wallace Johnson     | Edna Widley Morris Tilden              | 6−4, 6−4            |
| 1912 | Mary K. Browne R. Norris Williams            | Eleanora Sears William Clothier        | 6−4, 2−6, 11−9      |
| 1913 | Mary K. Browne Bill Tilden                   | Dorothy Green S. Rogers                | 7−5, 7−5            |
| 1914 | Mary K. Browne Bill Tilden (2)               | Margaret Myers J. Rowland              | 6−1, 6−4            |
| 1915 | Hazel Hotchkiss Wightman Harry Johnson       | Molla Bjurstedt Mallory Irving Wright  | 6−0, 6−1            |
| 1916 | Eleonora Sears Willis Davis                  | Florence Ballin Bill Tilden            | 6−4, 7−5            |
| 1917 | Molla Bjurstedt Mallory Irving Wright        | Florence Ballin Bill Tilden            | 10−12, 6−1, 6−3     |
| 1918 | Hazel Hotchkiss Wightman Irving Wright       | Molla Bjurstedt Mallory Fred Alexander | 6−2, 6−3            |
| 1919 | Marion Zinderstein Vincent Richards          | Florence Ballin Bill Tilden            | 2−6, 11−9, 6−2      |
| 1920 | Hazel Hotchkiss Wightman Wallace Johnson (3) | Molla Bjurstedt Mallory Craig Biddle   | 6−4, 6−3            |
| 1921 | Mary K. Browne Bill Johnston                 | Molla Bjurstedt Mallory Bill Tilden    | 3−6, 6−4, 6−3       |
| 1922 | Molla Bjurstedt Mallory Bill Tilden          | Helen Wills Moody Howard Kinsey        | 6−4, 6−3            |
| 1923 | Molla Bjurstedt Mallory Bill Tilden (2)      | Kathleen McKane John Hawkes            | 6−3, 2−6, 10−8      |
| 1924 | Helen Wills Moody Vincent Richards           | Molla Bjurstedt Mallory Bill Tilden    | 6−8, 7−5, 6−0       |
| 1925 | Kathleen McKane John Hawkes                  | Ermintrude Harvey Vincent Richards     | 6−2, 6−4            |
| 1926 | Elizabeth Ryan Jean Borotra                  | Hazel Hotchkiss Wightman René Lacoste  | 6−4, 7−5            |
| 1927 | Eileen Bennett Henri Cochet                  | Hazel Hotchkiss Wightman René Lacoste  | 6−2, 6−0, 6−3       |
| 1928 | Helen Wills Moody John Hawkes                | Edith Cross Edgar Moon                 | 6−1, 6−3            |
| 1929 | Betty Nuthall George Lott                    | Phyllis Covell Bunny Austin            | 6−3, 6−3            |
| 1930 | Edith Cross Wilmer Allison                   | Marjorie Morrill Frank Shields         | 6−4, 6−4            |
| 1931 | Betty Nuthall George Lott (2)                | Anna Harper Wilmer Allison             | 6−3, 6−3            |
| 1932 | Sarah Palfrey Fred Perry                     | Helen Jacobs Ellsworth Vines           | 6−3, 7−5            |
| 1933 | Elizabeth Ryan Ellsworth Vines               | Sarah Palfrey George Lott              | 11−9, 6−1           |
| 1934 | Helen Jacobs George Lott                     | Elizabeth Ryan Lester Stoefen          | 4−6, 13−11, 6−2     |
| 1935 | Sarah Palfrey Enrique Maier                  | Kay Stammers Roderick Menzel           | 6−4, 4−6, 6−3       |
| 1936 | Alice Marble Gene Mako                       | Sarah Palfrey Don Budge                | 6−3, 6−2            |
| 1937 | Sarah Palfrey Don Budge                      | Sylvia Henrotin Yvon Petra             | 6−2, 8−10, 6−0      |
| 1938 | Alice Marble Don Budge                       | Thelma Coyne John Bromwich             | 6−1, 6−2            |
| 1939 | Alice Marble Harry Hopman                    | Sarah Palfrey Elwood Cooke             | 9−7, 6−1            |
| 1940 | Alice Marble Bobby Riggs                     | Dorothy Bundy Jack Kramer              | 9−7, 6−1            |
| 1941 | Sarah Palfrey Jack Kramer                    | Pauline Betz Bobby Riggs               | 4−6, 6−4, 6−4       |
| 1942 | Louise Brough Ted Schroeder                  | Patricia Todd Alejo Russell            | 3−6, 6−1, 6−4       |
| 1943 | Margaret duPont Bill Talbert                 | Pauline Betz Pancho Segura             | 10−6, 6−4           |
| 1944 | Margaret duPont Bill Talbert                 | Dorothy Bundy Donald McNeill           | 6−2, 6−3            |
| 1945 | Margaret duPont Bill Talbert                 | Doris Hart Bob Falkenberg              | 6−4, 6−4            |
| 1946 | Margaret duPont Bill Talbert (4)             | Louise Brough Robert Kimbrell          | 6−3, 6−4            |
| 1947 | Louise Brough John Bromwich                  | Gertrude Moran Pancho Segura           | 6−3, 6−1            |
| 1948 | Louise Brough Tom Brown                      | Margaret duPont Bill Talbert           | 6−4, 6−4            |
| 1949 | Louise Brough Eric Sturgess                  | Margaret duPont Bill Talbert           | 4−6, 6−3, 7−5       |
| 1950 | Margaret duPont Ken McGregor                 | Doris Hart Frank Sedgman               | 6−4, 3−6, 6−3       |
| 1951 | Doris Hart Frank Sedgman                     | Shirley Fry Mervyn Rose                | 6−3, 6−2            |
| 1952 | Doris Hart Frank Sedgman (2)                 | Thelma Long Lew Hoad                   | 6−3, 7−5            |
| 1953 | Doris Hart Vic Seixas                        | Julia Ann Sampson Rex Hartwig          | 6−2, 4−6, 6−4       |
| 1954 | Doris Hart Vic Seixas                        | Margaret duPont Ken Rosewall           | 4−6, 6−1, 6−1       |
| 1955 | Doris Hart Vic Seixas (3)                    | Shirley Fry Lew Hoad                   | 9−7, 6−1            |
| 1956 | Margaret duPont Ken Rosewall                 | Darlene Hard Lew Hoad                  | 9−7, 6−1            |
| 1957 | Althea Gibson Kurt Nielsen                   | Darlene Hard Lew Hoad                  | 6−3, 9−7            |
| 1958 | Margaret duPont Neale Fraser                 | Maria Bueno Alex Olmedo                | 6−3, 3−6, 9−7       |
| 1959 | Margaret duPont Neale Fraser                 | Janet Hopps Bob Mark                   | 7−5, 13−15, 6−2     |
| 1960 | Margaret duPont Neale Fraser (3)             | Maria Bueno Antonio Palafox            | 6−3, 6−2            |
| 1961 | Margaret Smith Bob Mark                      | Darlene Hard Dennis Ralston            | Renúncia            |
| 1962 | Margaret Smith Fred Stolle                   | Lesley Turner Frank Froheling          | 7−5, 6−2            |
| 1963 | Margaret Smith Ken Fletcher                  | Judy Tegart Ed Rubinoff                | 3−6, 8−6, 6−2       |
| 1964 | Margaret Smith John Newcombe                 | Judy Tegart Ed Rubinoff                | 10−6, 4−6, 6−3      |
| 1965 | Margaret Smith Fred Stolle (2)               | Judy Tegart Frank Froheling            | 6−2, 6−2            |
| 1966 | Donna Floyd Fales Owen Davidson              | Carol Aucamp Ed Rubinoff               | 6−1, 6−3            |
| 1967 | Billie Jean King Owen Davidson               | Rosemary Casals Stan Smith             | 6−3, 6−2            |

### US Open
| Any  | Campions                                          | Finalistes                                        | Resultat                                          |
| ---- | ------------------------------------------------- | ------------------------------------------------- | ------------------------------------------------- |
| 1968 | Mary Ann Eisel Peter Curtis                       | Tory Ann Fretz Gerry Perry                        | 6−4, 7−5                                          |
| 1969 | Margaret Smith Court Marty Riessen                | Françoise Durr Dennis Ralston                     | 7−5, 6−3                                          |
| 1970 | Margaret Smith Court Marty Riessen                | Judy Tegart Frew McMillan                         | 6−4, 6−4                                          |
| 1971 | Billie Jean King Owen Davidson                    | Betty Stöve Rob Maud                              | 6−3, 7−5                                          |
| 1972 | Margaret Smith Court Marty Riessen (3)            | Rosemary Casals Ilie Nastase                      | 6−3, 7−5                                          |
| 1973 | Billie Jean King Owen Davidson (3)                | Margaret Smith Court Marty Riessen                | 6−3, 3−6, 7−6                                     |
| 1974 | Pam Teeguarden Geoff Masters                      | Chris Evert Jimmy Connors                         | 6−1, 7−6                                          |
| 1975 | Rosemary Casals Dick Stockton                     | Billie Jean King Fred Stolle                      | 6−3, 7−6                                          |
| 1976 | Billie Jean King Phil Dent                        | Betty Stöve Frew McMillan                         | 3−6, 6−2, 7−5                                     |
| 1977 | Betty Stöve Frew McMillan                         | Billie Jean King Vitas Gerulaitis                 | 6−2, 3−6, 6−3                                     |
| 1978 | Betty Stöve Frew McMillan (2)                     | Billie Jean King Ray Ruffels                      | 6−3, 7−6                                          |
| 1979 | Greer Stevens Bob Hewitt                          | Betty Stöve Frew McMillan                         | 6−3, 7−5                                          |
| 1980 | Wendy Turnbull Marty Riessen                      | Betty Stöve Frew McMillan                         | 7−5, 6−2                                          |
| 1981 | Anne Smith Kevin Curren                           | Joanne Russell Steve Denton                       | 6−4, 7−6                                          |
| 1982 | Anne Smith Kevin Curren (2)                       | Barbara Potter Ferdi Taygan                       | 6−7, 7−6, 7−6                                     |
| 1983 | Elizabeth Smylie John Fitzgerald                  | Barbara Potter Ferdi Taygan                       | 3−6, 6−3, 6−4                                     |
| 1984 | Manuela Maleeva Tom Gullikson                     | Elizabeth Smylie John Fitgerald                   | 2−6, 7−5, 6−4                                     |
| 1985 | Martina Navrátilová Heinz Gunthardt               | Elizabeth Smyle John Fitgerald                    | 6−3, 6−4                                          |
| 1986 | Raffaella Reggi Sergio Casal                      | Martina Navrátilová Peter Fleming                 | 6−4, 6−4                                          |
| 1987 | Martina Navrátilová Emilio Sánchez Vicario        | Betsy Negelsen Paul Annacone                      | 6−4, 6−7, 7−6                                     |
| 1988 | Jana Novotná Jim Pugh                             | Elizabeth Smyle John McEnroe                      | 7−5, 6−3                                          |
| 1989 | Robin White Shelby Cannon                         | Meredith McGrath Rick Leach                       | 3−6, 6−2, 7−5                                     |
| 1990 | Elizabeth Smylie Todd Woodbridge                  | Nataixa Zvéreva Jim Pugh                          | 6−4, 6−2                                          |
| 1991 | Manon Bollegraf Tom Nijssen                       | Arantxa Sánchez Vicario Emilio Sánchez Vicario    | 6−2, 7−6                                          |
| 1992 | Nicole Bradtke Mark Woodforde                     | Helena Sukova Tom Nijssen                         | 4−6, 6−3, 6−3                                     |
| 1993 | Helena Sukova Todd Woodbridge                     | Martina Navrátilová Mark Woodforde                | 6−3, 7−6                                          |
| 1994 | Elna Reinach Patrick Galbraith                    | Jana Novotná Todd Woodbridge                      | 6−2, 6−4                                          |
| 1995 | Meredith McGrath Matt Lucena                      | Gigi Fernández Cyril Suk                          | 6−4, 6−4                                          |
| 1996 | Lisa Raymond Patrick Galbraith                    | Manon Bollegraf Rick Leach                        | 7−6, 7−6                                          |
| 1997 | Manon Bollegraf Rick Leach                        | Mercedes Paz Pablo Albano                         | 3−6, 7−5, 7−6                                     |
| 1998 | Serena Williams Max Mirnyi                        | Lisa Raymond Patrick Galbraith                    | 6−2, 6−2                                          |
| 1999 | Ai Sugiyama Mahesh Bhupathi                       | Kimberly Po Donald Johnson                        | 6−4, 6−4                                          |
| 2000 | Arantxa Sánchez Vicario Jared Palmer              | Anna Kúrnikova Max Mirnyi                         | 6−4, 6−3                                          |
| 2001 | Rennae Stubbs Todd Woodbridge                     | Lisa Raymond Leander Paes                         | 6−4, 5−7, 7−6                                     |
| 2002 | Lisa Raymond Mike Bryan                           | Katarina Srebotnik Bob Bryan                      | 7−6, 7−6                                          |
| 2003 | Katarina Srebotnik Bob Bryan                      | Lina Krasnoroutskaya Daniel Nestor                | 5−7, 7−5, 7−6                                     |
| 2004 | Vera Zvonariova Bob Bryan                         | Alicia Molik Todd Woodbridge                      | 6−3, 6−4                                          |
| 2005 | Daniela Hantuchová Mahesh Bhupathi                | Katarina Srebotnik Nenad Zimonjić                 | 6−4, 6−2                                          |
| 2006 | Martina Navrátilová Bob Bryan                     | Květa Peschke Martin Damm                         | 6−2, 6−3                                          |
| 2007 | Viktória Azàrenka Max Mirnyi                      | Meghann Shaughnessy Leander Paes                  | 6−4, 7−6                                          |
| 2008 | Cara Black Leander Paes                           | Liezel Huber Jamie Murray                         | 7−6, 6−4                                          |
| 2009 | Carly Gullickson Travis Parrott                   | Cara Black Leander Paes                           | 6−2, 6−4                                          |
| 2010 | Liezel Huber Bob Bryan                            | Květa Peschke Aisam-Ul-Haq Qureshi                | 6−4, 6−4                                          |
| 2011 | Melanie Oudin Jack Sock                           | Gisela Dulko Eduardo Schwank                      | 7−6(4), 4−6, [10−8]                               |
| 2012 | Iekaterina Makàrova Bruno Soares                  | Květa Peschke Marcin Matkowski                    | 6−7(8), 6−1, [12−10]                              |
| 2013 | Andrea Hlavacková Max Mirnyi                      | Abigail Spears Santiago González                  | 7−6(5), 6−3                                       |
| 2014 | Sania Mirza Bruno Soares                          | Abigail Spears Santiago González                  | 6−1, 2−6, [11−9]                                  |
| 2015 | Martina Hingis Leander Paes                       | Bethanie Mattek-Sands Sam Querrey                 | 6−4, 3−6, [10−7]                                  |
| 2016 | Laura Siegemund Mate Pavić                        | Coco Vandeweghe Rajeev Ram                        | 6−4, 6−4                                          |
| 2017 | Martina Hingis Jamie Murray                       | Chan Hao-ching Micheal Venus                      | 6−1, 4−6, [10−8]                                  |
| 2018 | Bethanie Mattek-Sands Jamie Murray                | Alicja Rosolska Nikola Mektić                     | 2−6, 6−3, [11−9]                                  |
| 2019 | Bethanie Mattek-Sands Jamie Murray (2)            | Chan Hao-ching Michael Venus                      | 6−2, 6−3                                          |
| 2020 | Torneig suspès a causa de la pandèmia de COVID-19 | Torneig suspès a causa de la pandèmia de COVID-19 | Torneig suspès a causa de la pandèmia de COVID-19 |
| 2021 | Desirae Krawczyk Joe Salisbury                    | Giuliana Olmos Marcelo Arévalo                    | 7−5, 6−2                                          |
| 2022 | Storm Sanders John Peers                          | Kirsten Flipkens Édouard Roger-Vasselin           | 4−6, 6−4, [10−7]                                  |
| 2023 | Anna Danilina Harri Heliövaara                    | Jessica Pegula Austin Krajicek                    | 6−3, 6−4                                          |
| 2024 | Sara Errani Andrea Vavassori                      | Taylor Townsend Donald Young                      | 7−6(0), 7−5                                       |

## Estadístiques

### Campions múltiples (parelles)
| Tennistes en actiu |

| Tennistes                                | Era amateur | Era Open | Total | Anys                   |
| ---------------------------------------- | ----------- | -------- | ----- | ---------------------- |
| Margaret Osborne duPont Bill Talbert     | 4           | 0        | 4     | 1943, 1944, 1945, 1946 |
| Juliette Atkinson Edwin Fisher           | 3           | 0        | 3     | 1894, 1895, 1896       |
| Hazel Hotchkiss Wightman Wallace Johnson | 3           | 0        | 3     | 1909, 1911, 1920       |
| Doris Hart Vic Seixas                    | 3           | 0        | 3     | 1953, 1954, 1955       |
| Margaret Osborne duPont Neale Fraser     | 3           | 0        | 3     | 1958, 1959, 1960       |
| Billie Jean King Owen Davidson           | 1           | 2        | 3     | 1967, 1971, 1973       |
| Margaret Smith Court Marty Riessen       | 0           | 3        | 3     | 1969, 1970, 1972       |
| Elisabeth Moore Wylie Grant              | 2           | 0        | 2     | 1902, 1904             |
| Mary K. Browne Bill Tilden               | 2           | 0        | 2     | 1913, 1914             |
| Molla Bjurstedt Mallory Bill Tilden      | 2           | 0        | 2     | 1922, 1923             |
| Betty Nuthall George Lott                | 2           | 0        | 2     | 1929, 1931             |
| Doris Hart Frank Sedgman                 | 2           | 0        | 2     | 1951, 1952             |
| Margaret Smith Court Fred Stolle         | 2           | 0        | 2     | 1962, 1965             |
| Betty Stöve Frew McMillan                | 0           | 2        | 2     | 1977, 1978             |
| Anne Smith Kevin Curren                  | 0           | 2        | 2     | 1981, 1982             |
| Bethanie Mattek-Sands Jamie Murray       | 0           | 2        | 2     | 2018, 2019             |

### Campions múltiples (individual)
| Tennistes en actiu |

| Tennista                 | Era amateur | Era Open | Total | Anys                                                 |
| ------------------------ | ----------- | -------- | ----- | ---------------------------------------------------- |
| Margaret duPont          | 9           | 0        | 9     | 1943, 1944, 1945, 1946, 1950, 1956, 1958, 1959, 1960 |
| Margaret Smith Court     | 5           | 3        | 8     | 1961, 1962, 1963, 1964, 1965, 1969, 1970, 1972       |
| Hazel Hotchkiss Wightman | 6           | 0        | 6     | 1909, 1910, 1911, 1915, 1918, 1920                   |
| Doris Hart               | 5           | 0        | 5     | 1951, 1952, 1953, 1954, 1955                         |
| Edwin Fisher             | 4           | 0        | 4     | 1894, 1895, 1896, 1898                               |
| Wallace Johnson          | 4           | 0        | 4     | 1907, 1909, 1911, 1920                               |
| Mary K. Browne           | 4           | 0        | 4     | 1912, 1913, 1914, 1921                               |
| Bill Tilden              | 4           | 0        | 4     | 1913, 1914, 1922, 1923                               |
| Alice Marble             | 4           | 0        | 4     | 1936, 1938, 1939, 1940                               |
| Sarah Palfrey            | 4           | 0        | 4     | 1932, 1935, 1937, 1941                               |
| Bill Talbert             | 4           | 0        | 4     | 1943, 1944, 1945, 1946                               |
| Louise Brough            | 4           | 0        | 4     | 1942, 1947, 1948, 1949                               |
| Owen Davidson            | 2           | 2        | 4     | 1966, 1967, 1971, 1973                               |
| Billie Jean King         | 1           | 3        | 4     | 1967, 1971, 1973, 1976                               |
| Marty Riessen            | 0           | 4        | 4     | 1969, 1970, 1972, 1980                               |
| Bob Bryan                | 0           | 4        | 4     | 2003, 2004, 2006, 2010                               |
| Mabel Cahill             | 3           | 0        | 3     | 1890, 1891, 1892                                     |
| Juliette Atkinson        | 3           | 0        | 3     | 1894, 1895, 1896                                     |
| Clarence Hobart          | 3           | 0        | 3     | 1892, 1893, 1905                                     |
| Molla Bjurstedt Mallory  | 3           | 0        | 3     | 1917, 1922, 1923                                     |
| George Lott              | 3           | 0        | 3     | 1929, 1931, 1934                                     |
| Vic Seixas               | 3           | 0        | 3     | 1953, 1954, 1955                                     |
| Neale Fraser             | 3           | 0        | 3     | 1958, 1959, 1960                                     |
| Todd Woodbridge          | 0           | 3        | 3     | 1990, 1993, 2001                                     |
| Martina Navrátilová      | 0           | 3        | 3     | 1985, 1987, 2006                                     |
| Max Mirnyi               | 0           | 3        | 3     | 1998, 2007, 2013                                     |
| Jamie Murray             | 0           | 3        | 3     | 2017, 2018, 2019                                     |
| Joseph Clark             | 2           | 0        | 2     | 1987, 1988                                           |
| Elisabeth Moore          | 2           | 0        | 2     | 1902, 1904                                           |
| Wylie Grant              | 2           | 0        | 2     | 1902, 1904                                           |
| Irving Wright            | 2           | 0        | 2     | 1917, 1918                                           |
| Vincent Richards         | 2           | 0        | 2     | 1919, 1924                                           |
| Helen Wills Moody        | 2           | 0        | 2     | 1924, 1928                                           |
| John Hawkes              | 2           | 0        | 2     | 1925, 1928                                           |
| Betty Nuthall            | 2           | 0        | 2     | 1929, 1931                                           |
| Elizabeth Ryan           | 2           | 0        | 2     | 1926, 1933                                           |
| Don Budge                | 2           | 0        | 2     | 1937, 1938                                           |
| Frank Sedgman            | 2           | 0        | 2     | 1951, 1952                                           |
| Fred Stolle              | 2           | 0        | 2     | 1962, 1965                                           |
| Betty Stöve              | 0           | 2        | 2     | 1977, 1978                                           |
| Frew McMillan            | 0           | 2        | 2     | 1977, 1978                                           |
| Anne Smith               | 0           | 2        | 2     | 1981, 1982                                           |
| Kevin Curren             | 0           | 2        | 2     | 1981, 1982                                           |
| Elizabeth Smylie         | 0           | 2        | 2     | 1983, 1990                                           |
| Patrick Galbraith        | 0           | 2        | 2     | 1994, 1996                                           |
| Manon Bollegraf          | 0           | 2        | 2     | 1991, 1997                                           |
| Lisa Raymond             | 0           | 2        | 2     | 1996, 2002                                           |
| Mahesh Bhupathi          | 0           | 2        | 2     | 1999, 2005                                           |
| Bruno Soares             | 0           | 2        | 2     | 2012, 2014                                           |
| Leander Paes             | 0           | 2        | 2     | 2008, 2015                                           |
| Martina Hingis           | 0           | 2        | 2     | 2015, 2017                                           |
| Bethanie Mattek-Sands    | 0           | 2        | 2     | 2018, 2019                                           |